# General Electric J79

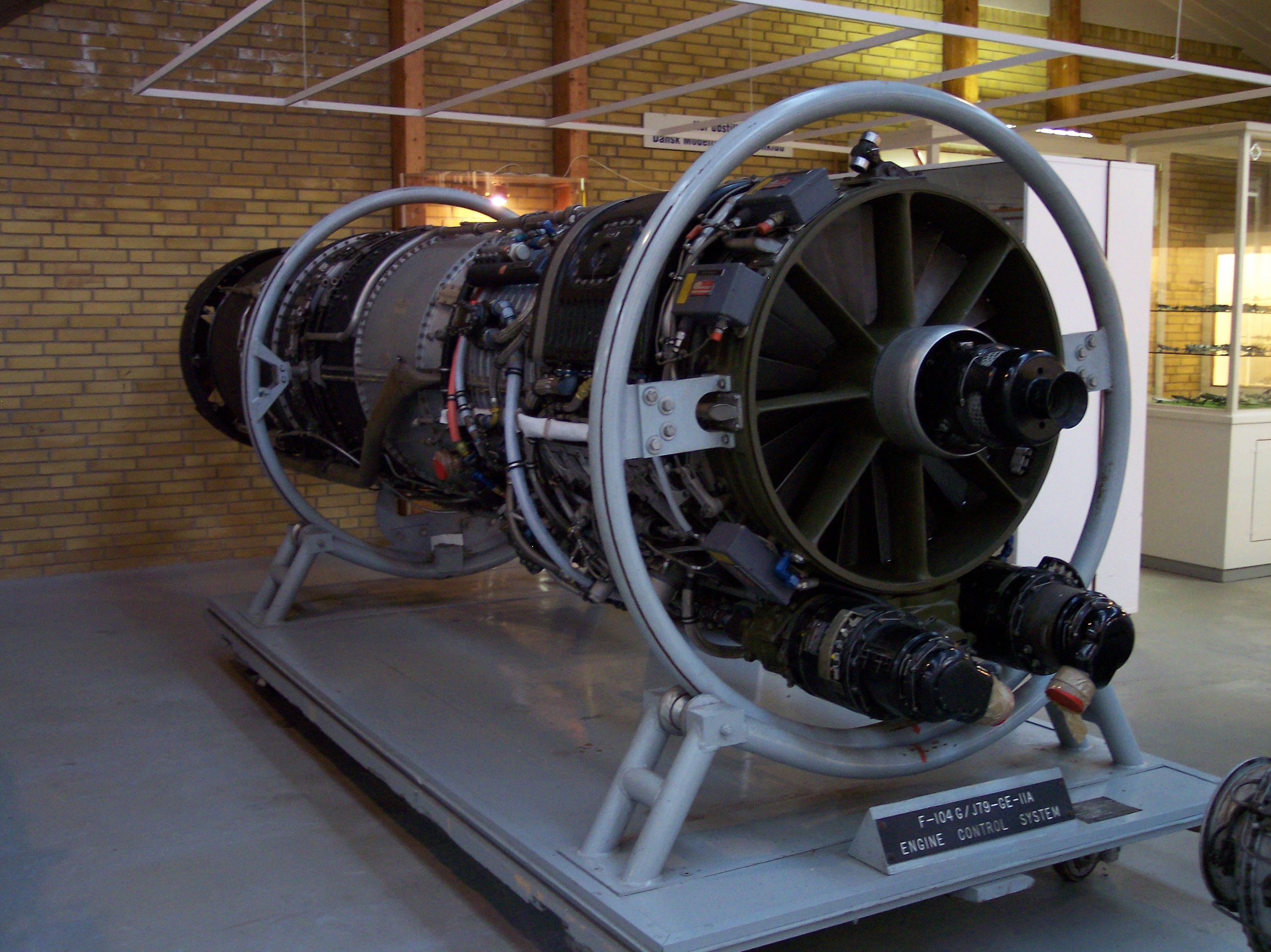
General Electric J79 von vorne

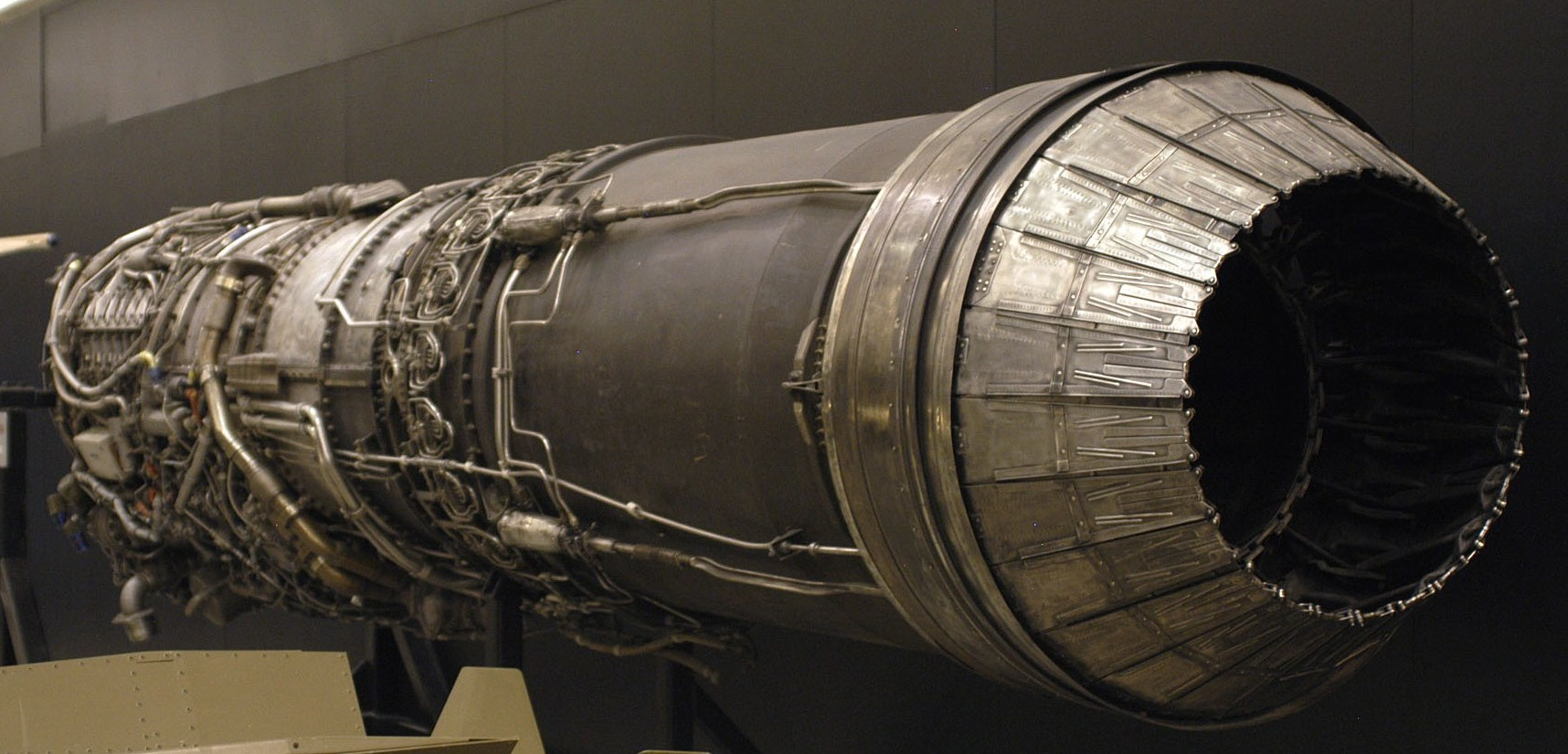
General Electric J79 von hinten

Das J79-Strahltriebwerk ist ein Turbojet-Antrieb von General Electric. Es wurde in den 1950er-Jahren entwickelt und in mehreren Kampfflugzeugen eingesetzt. Von 1955 bis 1982 wurden über 19.000 Exemplare von GE und seinen Lizenznehmern (unter anderem MTU in Deutschland) hergestellt; es ist damit eines der erfolgreichsten Jet-Triebwerke. Die Konstruktionsleitung hatte der Deutschamerikaner Gerhard Neumann.

## Aufbau
Das J79 ist ein Einwellentriebwerk mit einem 17-stufigen Axialverdichter, einer dreistufigen Turbine, einer kombinierten Rohr-Ring-Brennkammer mit zehn Flammrohren und einem Nachbrenner. Der Verdichter verfügt über verstellbare Statorschaufeln (VSV) und verstellbare Einlassschaufeln (VIGV), die einem Druckverlust im Verdichter beim Anlassen des Triebwerks vorbeugen, indem sie den Luftstrom mit dem richtigen Anstellwinkel auf die Verdichterschaufeln treffen lassen.

## Geschichte

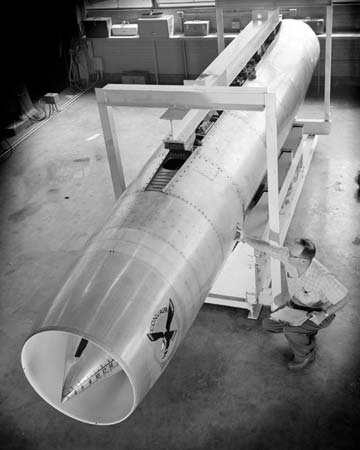
J79 in einer Triebwerksverkleidung für die B-58

Das General Electric J79 wurde für den Überschallbomber Convair B-58 entwickelt. Es ist die vergrößerte Version des General Electric J73 und wurde zunächst J73-GE-X24A genannt. Der Erstflug erfolgte 1955 in Schenectady an Bord einer North American B-45. Das Triebwerk wurde dazu in den Bombenschacht eingebaut. Im Dezember 1955 wurde eine Douglas F4D mit dem Prototypentriebwerk ausgerüstet (Douglas XF4D) und geflogen. Der Triebwerksprototyp YJ79-GE-3 wurde dann auch in den 17 Vorserien-YF-104 verwendet. Im Mai 1957 wurde das Triebwerk erstmals öffentlich in Washington D.C. ausgestellt.

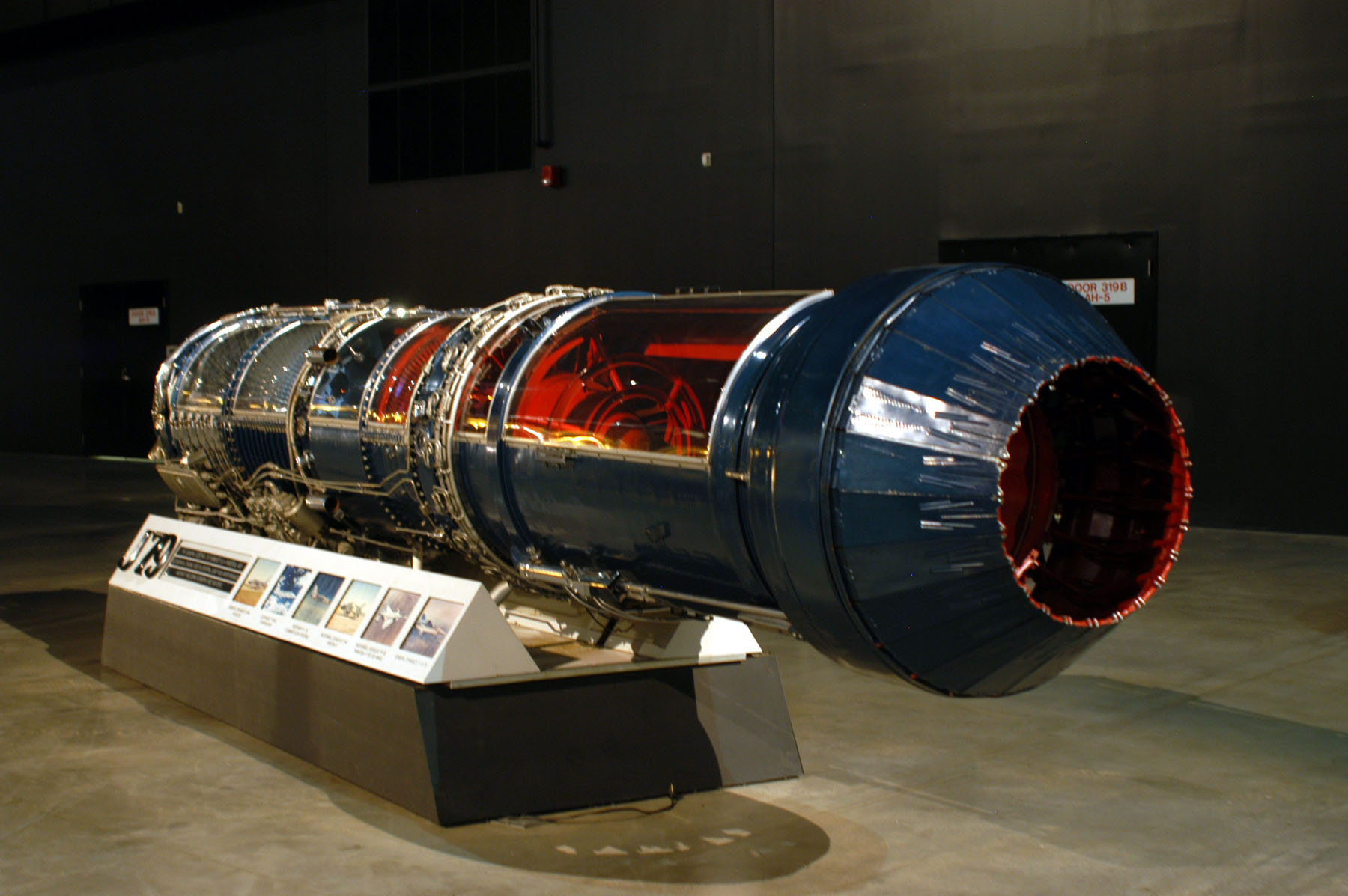
J79 Schnittmodell. Der leere Bereich im Vordergrund vor der Auslassdüse ist der Nachbrenner

## Rauchentwicklung
Charakteristisch für das J79 ist die starke Rauchentwicklung bei Trockenschub. Besonders die F-4 Phantom II der Luftwaffe waren schon von weitem zu entdecken, da sie eine intensive Rauchfahne erzeugten. Diese Eigenschaft ist unerwünscht, da sie die Entdeckung des Flugzeuges im Luftkampf erleichtert, so dass bei moderneren Triebwerken Maßnahmen ergriffen wurden, um die Rauchentwicklung zu reduzieren oder ganz zu verhindern. Diese langen Rauchfahnen in Verbindung mit einer gewissen Trägheit in großen Höhen brachten dem Triebwerk den Spitznamen Luftverteidigungs-Diesel ein.
Eine relativ geringe Erhöhung der Verbrennungstemperatur ließe die Abgasfahnen fast verschwinden, erhöhte aber den Verschleiß des Triebwerkes in Friedenszeiten signifikant. Deshalb wurde die Temperatur durch den Triebwerksregler in moderatere Bereiche reduziert. Die Rauchbildung konnte der Pilot beim Einschalten der 1. Nachbrennerstufe sofort abstellen, allerdings bei deutlich erhöhtem Treibstoffverbrauch. Im Krisenfall wäre der Regler auf höhere Temperatur, somit weniger Rauch und geringere Lebensdauer schnell umgestellt worden. Ähnliche lebensdauerverlängernde Maßnahmen wurde umgehend nach der Wiedervereinigung mit den Klimow RD-33-Triebwerken der MiG-29 der ehemaligen NVA durchgeführt. Die Grundüberholungsintervalle und die Gesamtlebensdauer konnten so deutlich verlängert werden. Dies stellt ein gängiges Verfahren dar, um die Kosten zu reduzieren.

## Modifikation MTU J79-J1K

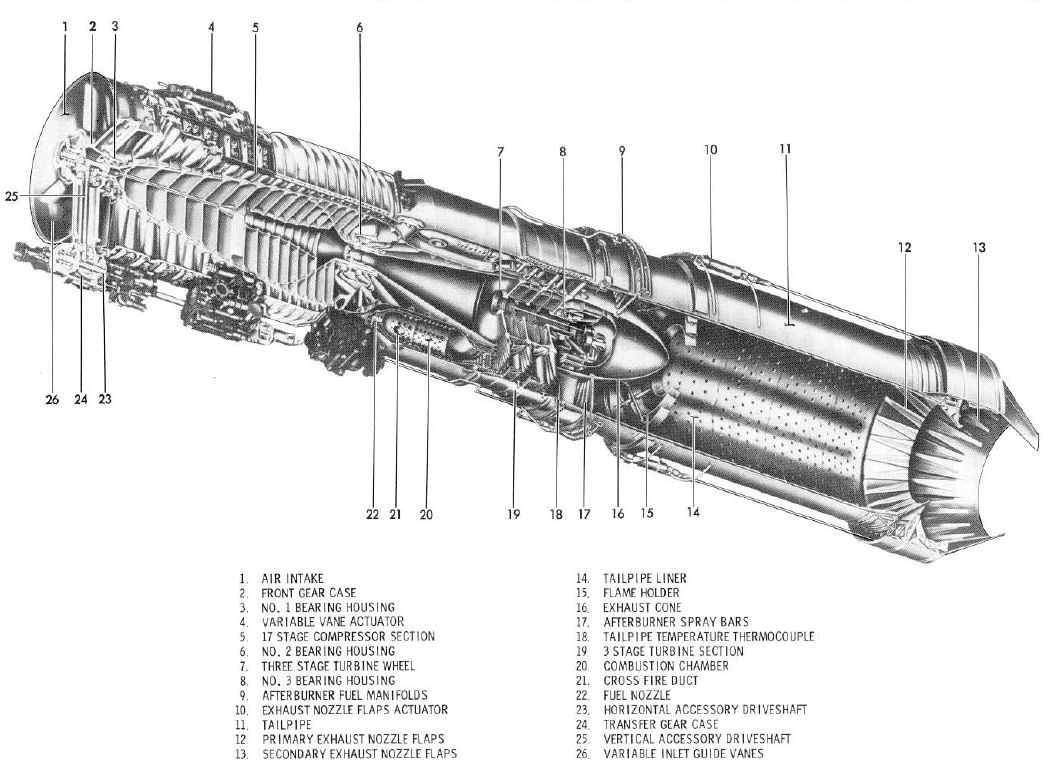
Schnittbild durch ein J79 Triebwerk. (Beschriftung in Englisch)

Die Lizenzbauten des J79-GE-11A für die deutschen F-104G wurden von der MTU weiter stark verbessert. Durch Modifikationen der Brennkammern wurde die Rauchbildung deutlich reduziert. Das Heulen der J79-Triebwerke konnte durch Umgestaltung der verstellbaren Nachbrennerdüse (Nozzle) fast ganz abgestellt werden. Die bei der ursprünglichen Version anfällige Nozzle-Verstellung wurde auf ein neues Hydrauliksystem umgestellt. So konnte der gefürchtete Schubverlust einer in geöffneter Position bleibenden Nachbrennerdüse gänzlich abgestellt werden. Der nach einem Ausfall des Nachbrenners auftretende extreme Schubverlust wegen der noch offenen Nozzle-Düse war in vielen Fällen die Absturzursache des nur einstrahligen Starfighters: Da der Querschnitt der offenen Nachbrennerdüse für den Luftdurchsatz im Normalbetrieb zu groß war, sank der Schub unerwartet schnell auf geringe Werte, sodass die Fluggeschwindigkeit abnahm und dann ein Strömungsabriss erfolgte, der nicht mehr beherrschbar war. Da auch die interne Triebwerkregelung mit verursachend war, wurde im Cockpit der F-104G ein Hebel vorgesehen, der eine einmalige hydraulische Notschließung der Nozzle ermöglichte. Der Pilot konnte nach dessen Betätigung problemlos (allerdings ohne Nachbrenner) noch zum nächsten Flugplatz fliegen. Ab dieser Modifikation war das nun J79-J1K genannte Triebwerk in der F-104G ein zuverlässiger, reaktionsschneller und bei den Piloten geschätzter Antrieb.

### Treibstoff
Das J79 wurde für die NATO-Standard-Jet-Treibstoffe (Kerosin) in den Qualitäten F-40 konzipiert und voreingestellt, es war umstellbar auf F-34. Konnte der F-40-Kraftstoff nicht bereitgestellt werden, so konnte das J79-J1K am Triebwerksregler durch einfaches Verstellen einer Einstellschraube durch einen Flugzeugmechaniker auf F-34 umgestellt werden. Die Leistung war dann etwas geringer.

## Abgeleitete Triebwerkstypen

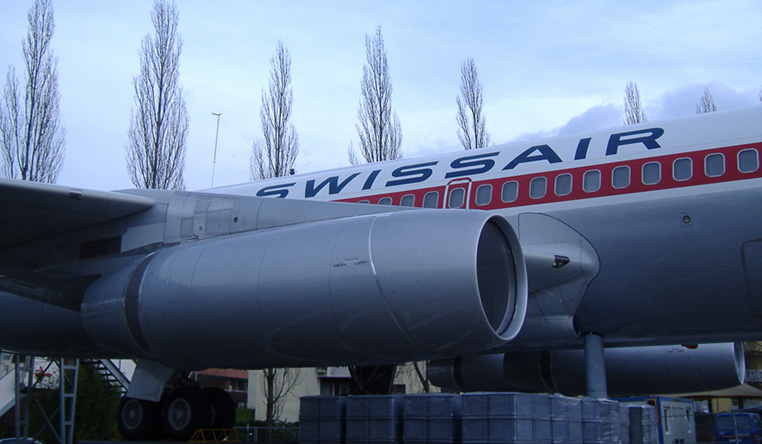
General Electric CJ-805-23B an einer Convair CV-990

Mit dem CJ805 gibt es eine Zivilversion des J79, die sich hauptsächlich durch den fehlenden Nachbrenner von der militärischen Version unterscheidet und bei der Convair CV-880 verwendet wurde. Diese wurde als CJ805-23 zu einem Turbofan weiterentwickelt. Es besitzt statt des Nachbrenners eine einstufige Freilaufturbine mit Fan (Aft-Fan). Diese Anordnung ist einzigartig in der Luftfahrt, weil sie aus einem inneren konzentrischen Ring aus Turbinenblättern im Heißgasstrom des Kerntriebwerkes (= antreibende Kraftmaschine), umrahmt von einem Kranz aus Fanschaufeln (= Arbeitsmaschine zur Beschleunigung des Mantelstroms) besteht. Die Einheit rotierte in einem Gehäuse, das anstelle des Schubrohres mit Nachbrenner von hinten an das Hochdruckturbinengehäuse des Kerntriebwerks angeflanscht wurde. Es wurde in der Unterversion CJ805-23B bei der Convair CV-990 und testweise bei der Sud Aviation Caravelle in der Unterversion CJ805-23C verwendet.
Aus dem Versuchstriebwerk J79-X275 wurde im Wesentlichen durch Vergrößern der Durchmesser die Grundlage für das spätere Triebwerk General Electric YJ93-GE-3 der North American XB-70 geschaffen. Diese wiederum war die Grundlage des ebenfalls für Mach-3 konzipierten General Electric GE4 der Boeing 2707.

## Verwendung (Auswahl)
Bekannte Kampfflugzeuge mit dem J79 sind bzw. waren die North American A-5, Convair B-58, F-4 Phantom II, F-104 Starfighter sowie die israelische I.A.I. Kfir. Darüber hinaus war es Ende der 1970er-Jahre geplant, F-16 als kostengünstigere Exportversion mit dem J79-Triebwerk auszurüsten, was jedoch nicht geschah. Es blieb hier bei einem Prototyp.

## Technische Daten (J79-GE-17 der F-4F Phantom II)
- Länge 5301 mm
- Durchmesser 1000 mm
- Gewicht: 1724 kg

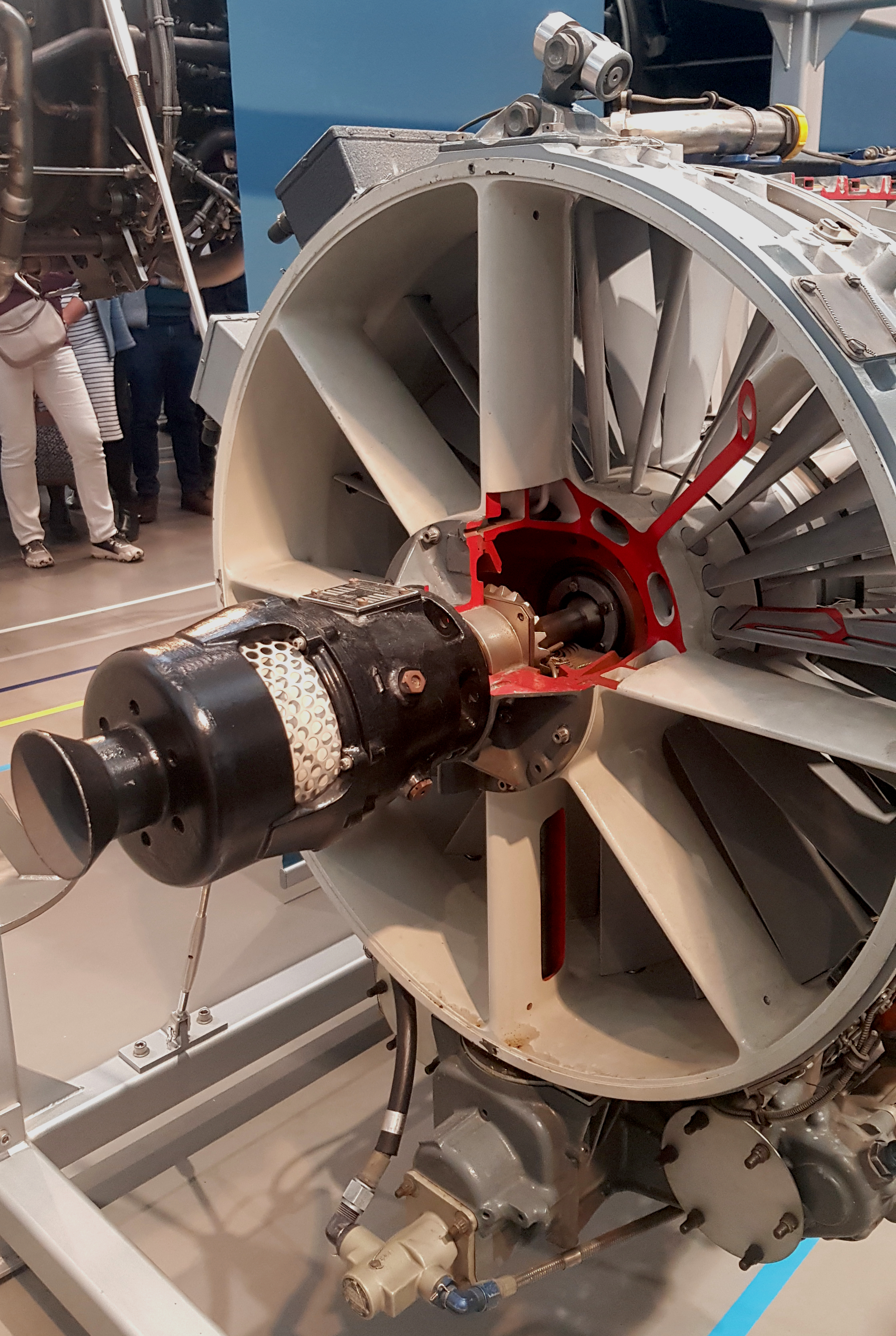
J79, mit dem schwarzen Druckluftstarter vorne

- Verdichter: 17-stufig axial, mit verstellbarem Stator
- Turbine: dreistufig axial
- Verdichtung: 13,5:1
- Schub: 52,8 kN, 79,6 kN mit Nachbrenner
- Luftdurchsatz: 77 kg/s
- Turbinentemperatur: 1261 K
- Spezifischer Verbrauch: 200 kg/(h·kN) mit Nachbrenner
- Drehzahl: 7685 min−1